# 小川通

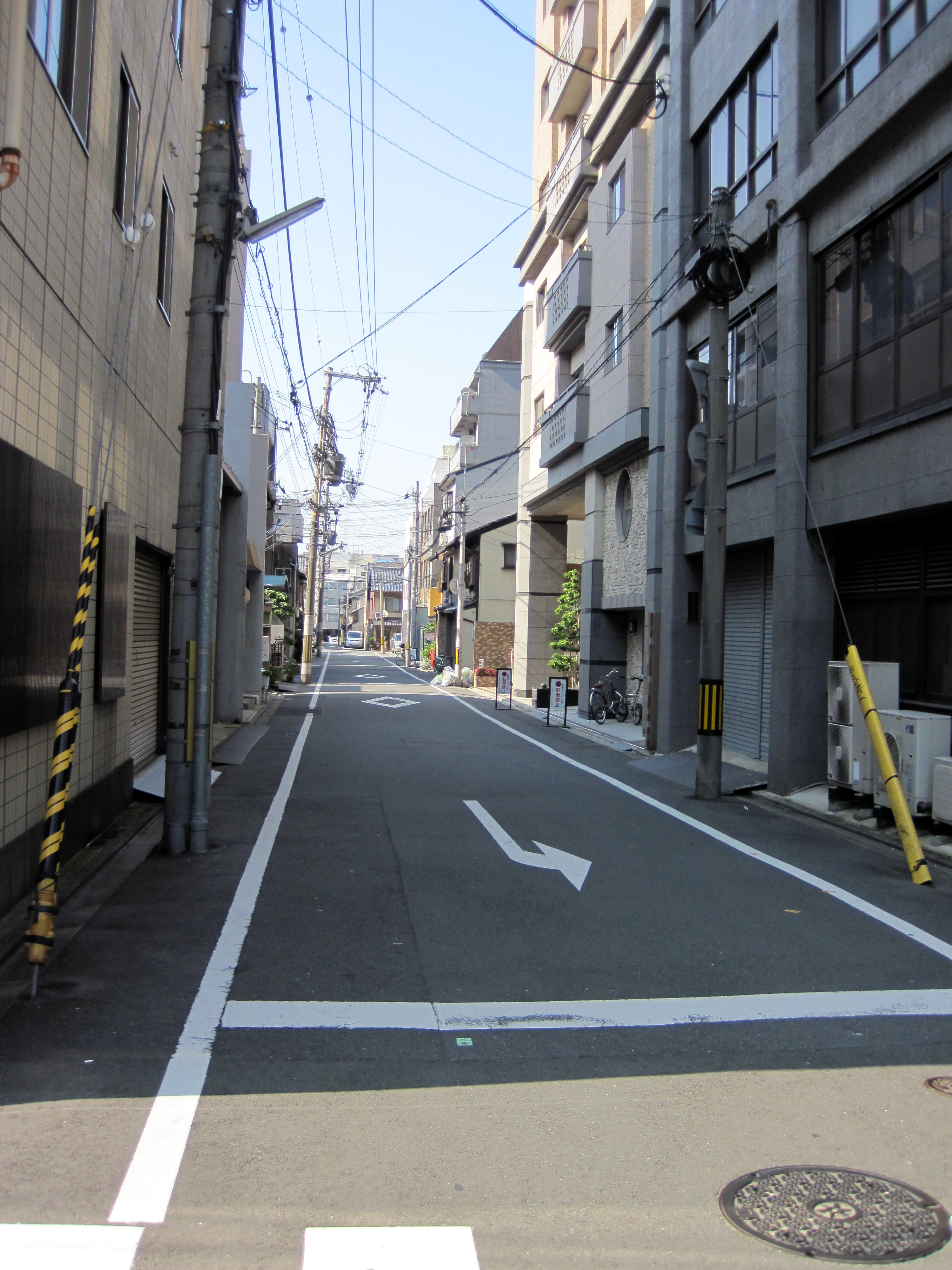
御池通より南を見る

小川通（おがわどおり）は京都市内の南北の通りの一つ。北は紫明通から南は錦小路通まで。
南の延長線上を東中筋通（ひがしなかすじどおり、別名天使突抜通、てんしのつきぬけどおり）が走る。
平安京には存在せず、豊臣秀吉による天正の地割で新設された通りである。
一条以北に昭和後期まで流れていた小川（こかわ）にちなむ。

## 現状
上立売以北では西にずれ、油小路通の延長に近いところを走る。
北端に近い寺之内上ルには表千家の不審菴、裏千家の今日庵が並んでいる。
下長者町から下立売の間では京都府庁に近いことから公共機関がいくつかある。
また南端では寺町に移転した本能寺の跡を貫いている。

## 主な沿道の施設
- 本法寺
- 裏千家学園
- 表千家不審菴
- 裏千家今日庵
- 宝鏡寺
- 妙顕寺
- 京都農林水産総合庁舎

## 東中筋通
東中筋通（ひがしなかすじどおり）は小川通を南へ延長した線上にあり、北は仏光寺通から南は木津屋橋通まで。
天使突抜通（てんしつきぬけどおり）とも呼ばれる。
「天使」とは松原通（かつての五条通）との交差点近くにある五條天神社を指し、神社の境内を貫通して道が開かれたことが通り名の由来となった。

## 主な沿道の施設
- 五條天神社